# Славське лісове господарство
Державне підприємство «Славське лісове господарство» (ДП «Славський лісгосп») — підприємство лісового господарства. Розташоване в південно-західній частині Львівської області, у Стрийському районі. Контора лісгоспу знаходиться в смт Славське.

## Основні дані
Контора лісового господарства знаходиться у селищі Славське за 28 км від міста Сколе. Підпорядковане Львівському обласному управлінню лісового та мисливського господарства.
Площа лісгоспу 24 654 га, з яких 22 387 га вкриті лісовою рослинністю.
Основні лісотвірні породи: ялина, ялиця, бук, явір, модрина. Хвойні ліси займають 75 %, твердолистяні 24 %, м'яколистяні 1 %.
Загальний запас деревини 7303,08 тис. м³.
Кількість працюючих — 140 осіб.
У віданні лісгоспу перебуває ландшафтний заказник загальнодержавного значення Бердо:
- Верхняцьке лісництво, кв. 1 (в. 23, 26, 32, 33) кв. 2 (в. 6, 14, 16); кв. 3 (в. 36—39); кв. 4 (в. 21, 24);
- Климецьке лісництво кв. 9 (в. 13—17); кв. 11 (в. 5—9); кв. 12, 14 (в. 5, 10-12, 14); кв. 17 (в. 1—5, 7—9); кв. 18 (в. 1, 2, 5, 7, 9, 13); кв. 19 (в. 2, 7, 9—11, 14); кв. 20, кв. 23.

## Історія
Славське лісове господарство утворено у 1960 році, відповідно з наказом Головного Управління лісового господарства і лісозаготовок при Раді Міністрів УРСР від 23 березня 1960 року. До складу підприємства увійшли землі колишніх гірських нерентабельних колгоспів площею 29 313 га, землі Славського підсобного господарства площею 3803 га та держлісфонду Сколівського лісгоспу площею 20 795 га. Із складу Сколівського лісового господарства були передані Тухлянське, Верхнячківське, Рожанське, Сможанське (за виключенням 1-го та 2-го кварталів) лісництва. Протягом 1962—1986 років господарством керував Вітвіцький Микола Дмитрович.
У 1991 році Славський лісгосп був перейменований на Славський держлісгосп, на підставі наказу Міністерства лісового господарства України від 31.10.1991 р. № 133. 
У 2005 році Славський держлісгосп перейменовано в Державне підприємство (ДП) «Славське лісове господарство», відповідно з наказом № 154 від 30.05.2005 року по держлісгоспу та розпорядженням Львівського ОУЛГ № 77 від 16.05.2005 року на підставі наказу Державного Комітету лісового господарства України № 310 від 29.04.2005 року.